# Carex traversii
Carex traversii là một loài thực vật có hoa trong họ Cói. Loài này được Kirk publ. 1894 mô tả khoa học đầu tiên năm 1893.